# Jaecoo

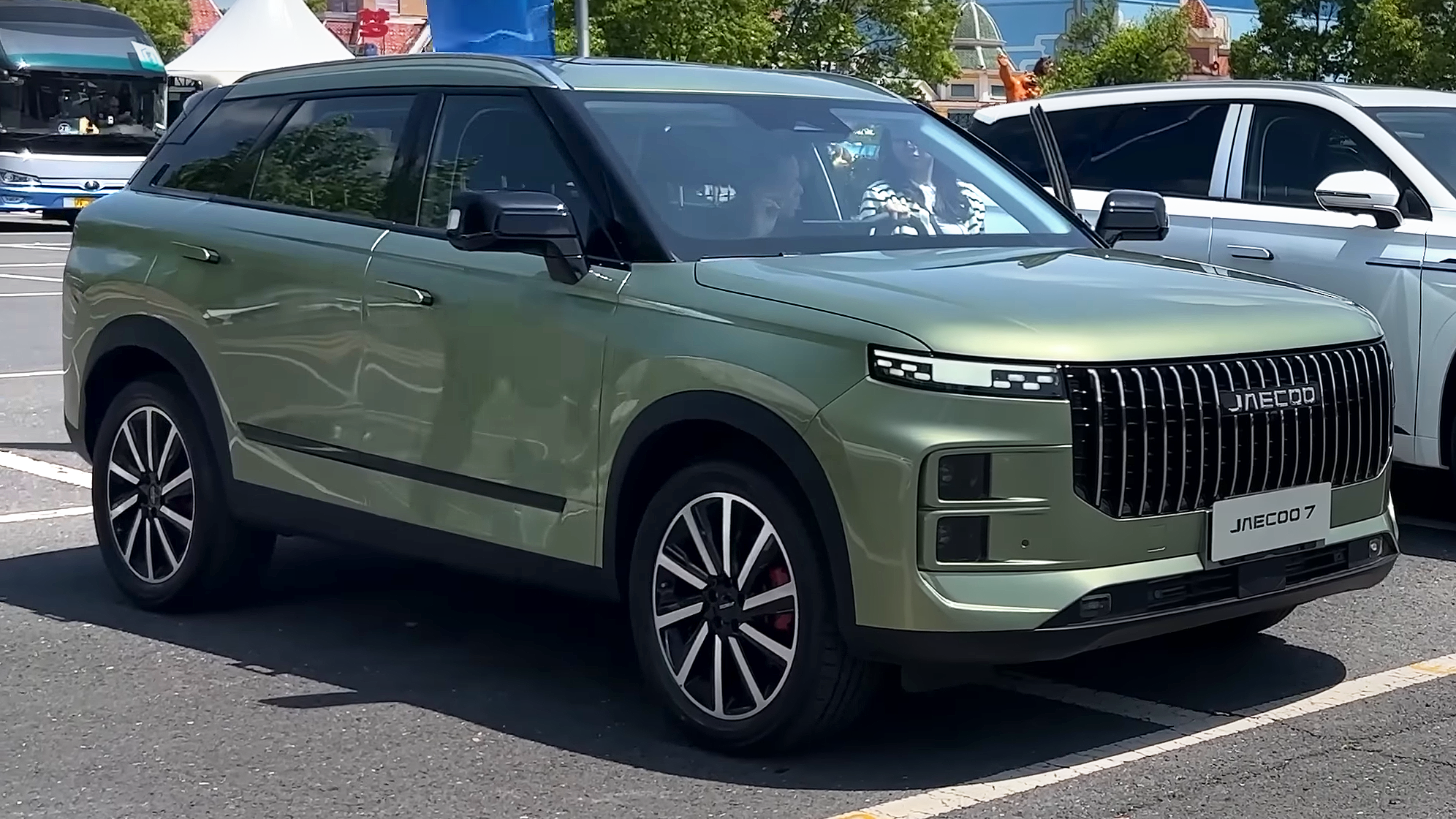
Jaecoo J7 (2023)

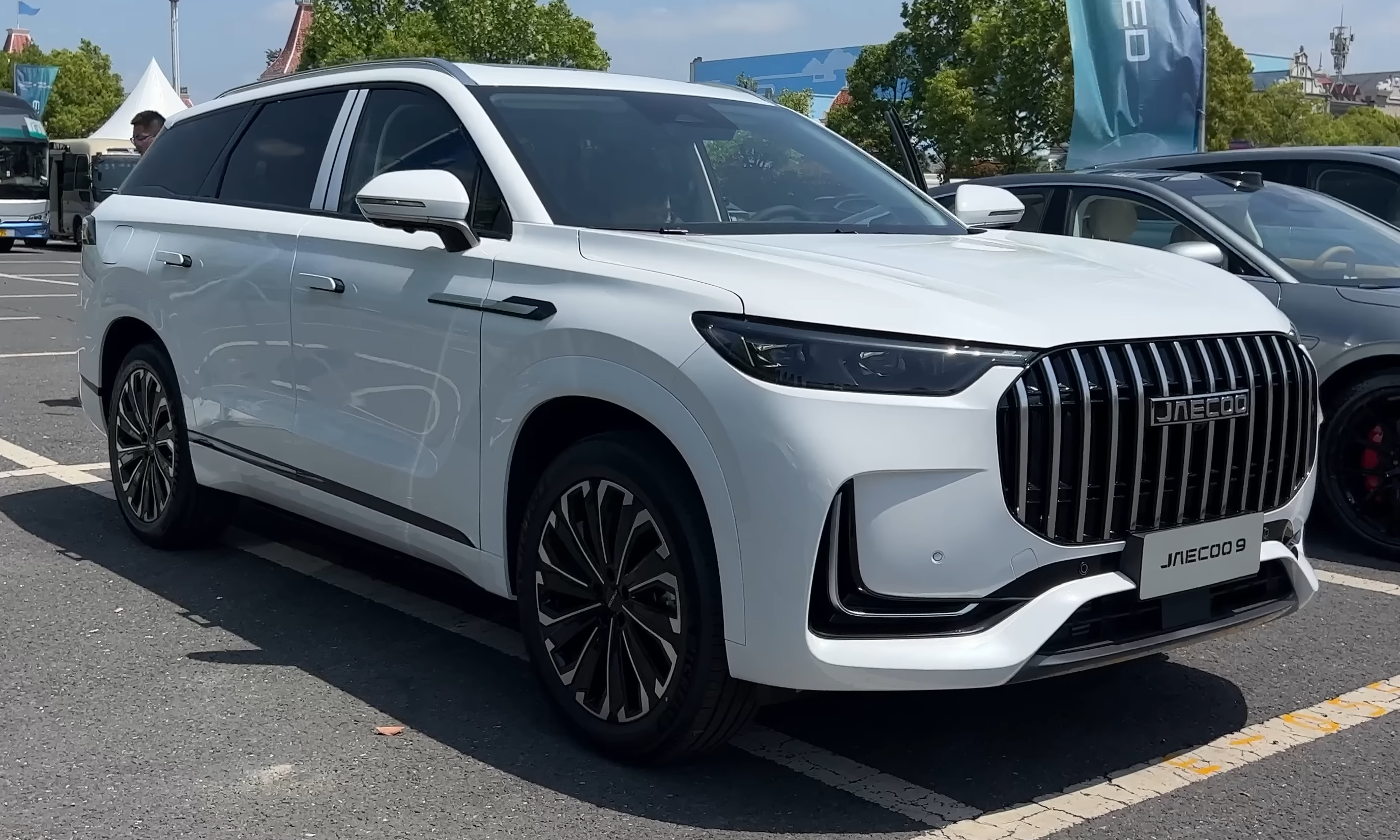
Jaecoo J8 (2023)

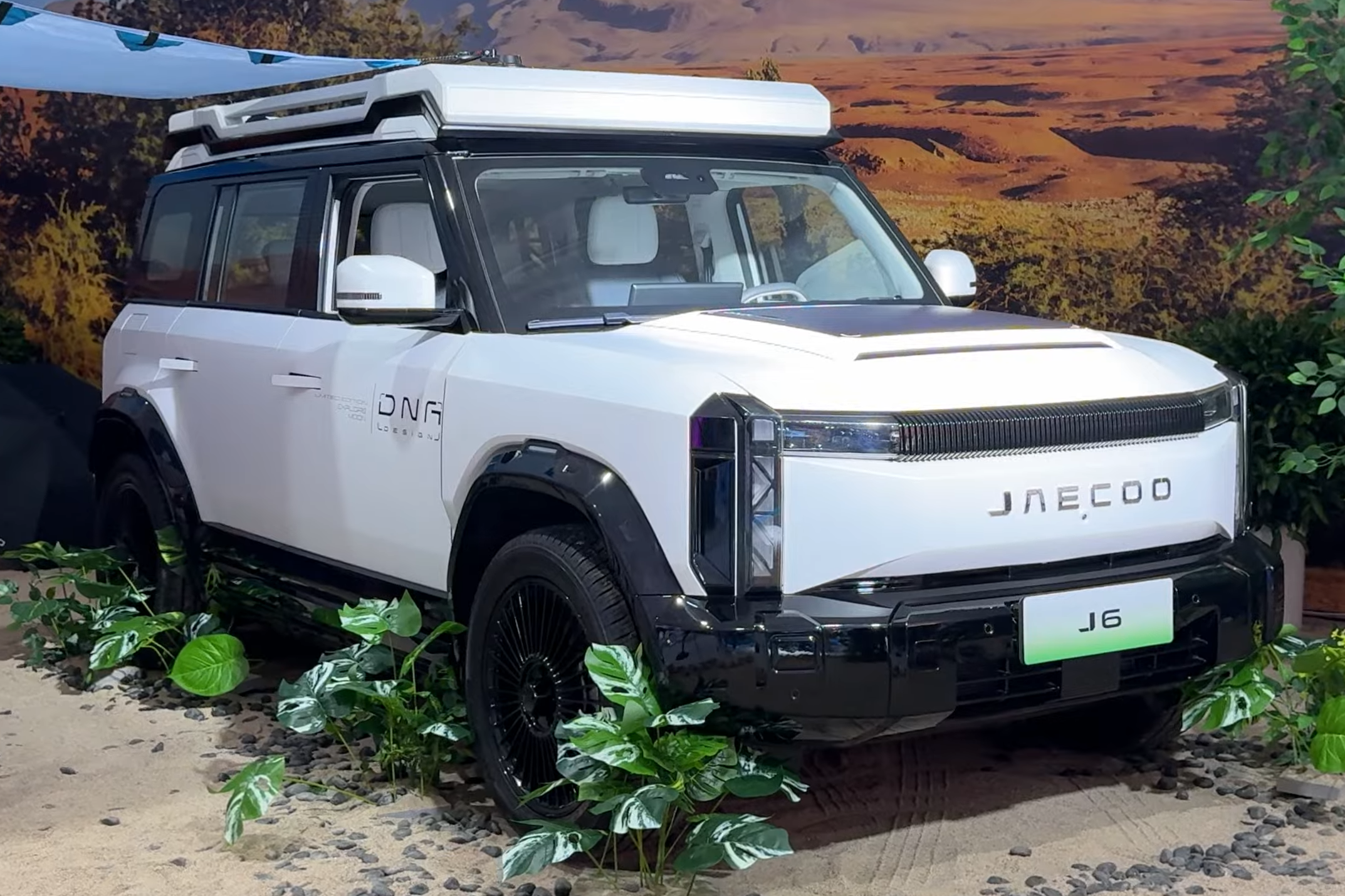
Jaecoo J6 (2024)

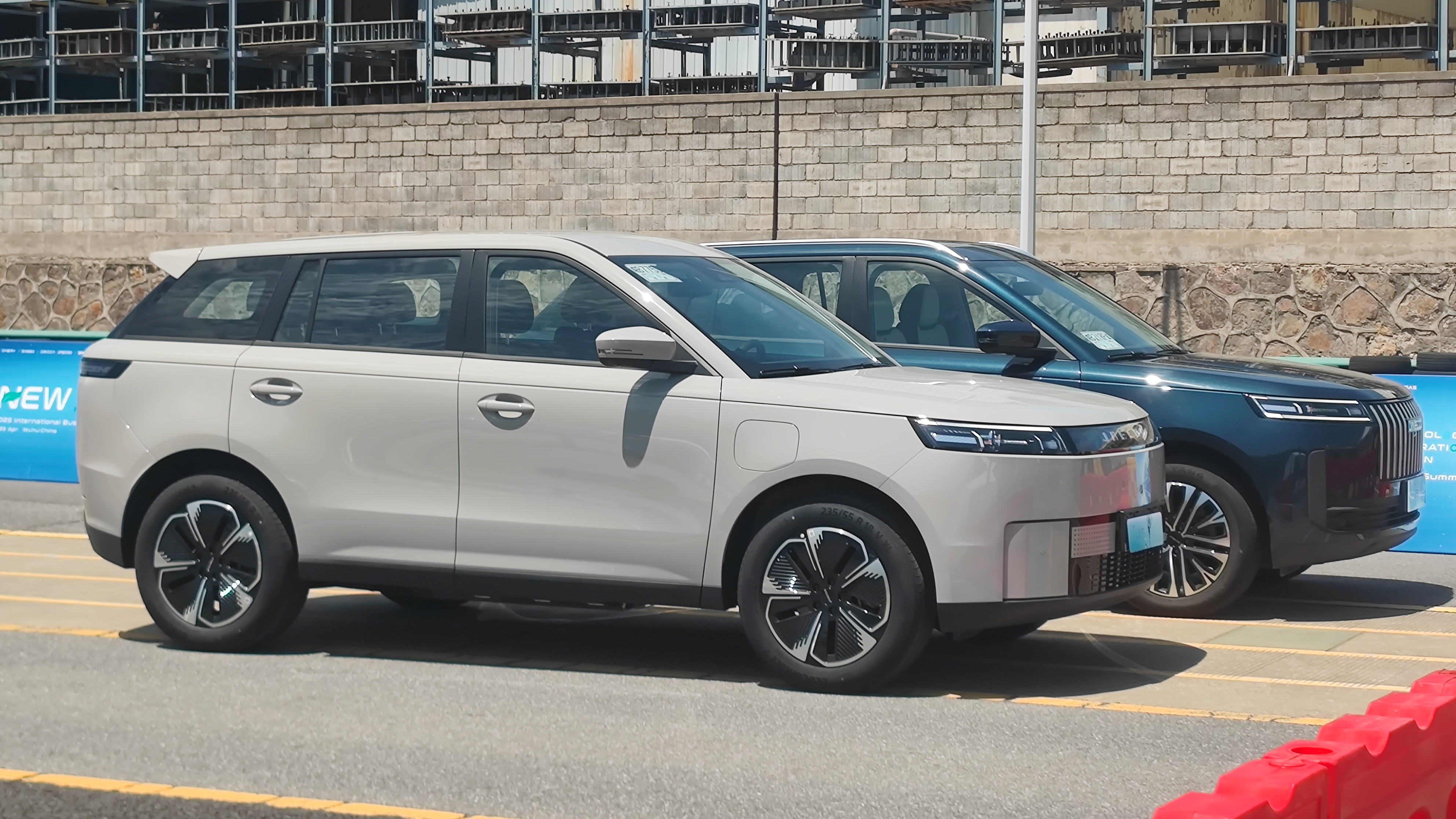
Jaecoo J5 (2025)

Jaecoo (chiń. upr. 杰酷) – chiński producent samochodów osobowych z siedzibą w Wuhu. Działa od 2023 i należy do chińskiego koncernu Chery Automobile.

## Historia
W kwietniu 2023 chiński koncern Chery Automobile oficjalnie zainaugurował utworzenie dwóch siostrzanych marek samochodów, które w przeciwieństwie do pozostałych filii powstały z myślą wyłącznie o rynkach eksportowych. Ich utworzenie stało się efektem obrania w drugiej dekadzie XXI wieku strategii obliczonej na osiągnięcie rocznej sprzedaży na poziomie 1,4 miliona samochodów do 2030. Oprócz Omody zadebiutowało także Jaecoo, które od tej pierwszej odróżniło się bardziej utylitarnym charakterem i kowencjonalną stylistyką modeli. Nazwa powstała z połączenia niemieckiego słowa "Jäger" (łowca) i angielskiego "cool" (fajny). Podobnie jak w przypadku Omody, pierwszym modelem Jaecoo został obecny już na chińskim rynku pod macierzystą marką Chery kompaktowy SUV. Jaecoo J7 powstało jako eksportowa odmiana Chery Tansuo 06, poza innymi logotypami odróżniając się od niego także przemodelowaną osłoną chłodnicy oraz zderzakami.
Podczas katarskiej edycji Geneva Motor Show w Dosze Jaecoo przedstawiło swój drugi produkt mający stopniowo poszerzać portfolio modelowe na globalnych rynkach, Jaecoo J8, ponownie będące eksportową odmianą istniejącego już produktu - Chery Tiggo 9. Do dalszej rozbudowy oferty Jaecoo doszło w połowie 2024, kiedy to w kwietniu zaprezentowana została eksportowa odmiana elektrycznego crossovera iCar 03 pod nazwą Jaecoo J6. W październiku 2024 przedstawiono z kolei czwarty i tym razem pozbawiony odpowiednika w macierzystej gamie Chery produkt - subkompaktowego crossovera Jaecoo J5.

### Zasięg rynkowy
Choć marka Jaecoo miała swoją światową premierę w kwietniu 2023, to w pierwszym roku rynkowy debiut miał miejsce jesienią tylko na pojedynczych rynkach z regionu WNP jak Rosja czy Kazachstan. Ekspansja globalnej marki Chery zintensyfikowała się w 2024. W lutym Jaecoo rozpoczęło sprzedaż w Meksyku jako pierwszym kraju z regionu Ameryki Łacińskiej, a miesiąc później - do Tajlandii, jako pierwszego państwa Azji Południowo-Wschodniej. W kwietniu 2024 Jaecoo objęło swoim zasięgiem także Afrykę poczynając od rynku połduniowoafrykańskiego, a także Izrael. W lipcu kolejnym regionem zbytu został Bliski Wschód poczynając od Arabii Saudyjskiej, a w drugiej połowie 2024 Jaecoo rozpoczęło dystrybucję na rynkach europejskich. Rozpoczęto od Włoch, by we wrześniu przejść m.in. do Hiszpanii czy Polski.

## Modele samochodów

### Obecnie produkowane
- J5
- J6
- J7
- J8